# 非共價作用力指數
非共價作用力指數一般來說是根據電子密度（ρ）以及簡化密度梯度（s）來使非共價作用力（NCI）具體化的數值。由實證研究得知非共價作用力在低電子密度下與低簡化密度梯度區域相關聯。量子化學中，非共價作用力指數在三維空間下可以被用來具體化非共價交互作用。
其具體化是藉由不同著色深淺度（強度）來表現簡化密度梯度的等值曲面。其深淺度通常透過電子密度以及各個在等值曲面其黑塞電子密度的第二特徵值 (λH) 來量測，吸引或是排斥的特性則由λH的正負號決定。因此可以直接在三維空間中展現非共價作用力以及其特性，如氫鍵和空間位阻。基於電子密度和導出的純量場，非共價作用力指數不會因分子軌域的轉化而改變。此外，一系統的電子密度可以藉由X光繞射實驗以及理論波函數計算來推算。
簡化密度梯度（s）為一電子密度的純量場（ρ），其可表示如下:
{\displaystyle s(r)={\mid \nabla \rho (r)\mid  \over 2(3\pi ^{2})^{\frac {1}{3}}\rho (r)^{\left({\frac {4}{3}}\right)}}}
在密度泛函理論框架中，簡化密度梯度起源於廣義密度梯度近似（GGA）的交換泛函，最初的定義為:
{\displaystyle s(r)={\mid \nabla \rho (r)\mid  \over 2k_{F}\rho (r)}}
kF 在此表示自由電子氣體的費米動量。